# 황금비단털쥐속
황금비단털쥐속(Mesocricetus)은 비단털쥐과에 속하는 설치류 속이다. 시리아햄스터(골든햄스터)를 포함하는 유라시아 햄스터로 이루어져 있다.

## 하위 종
4종이 알려져 있다.
- 시리아햄스터 또는 골든햄스터 (Mesocricetus auratus)
- 터키햄스터 또는 브란트햄스터 (Mesocricetus brandti)
- 루마니아햄스터 또는 도브루자햄스터 (Mesocricetus newtoni)
- 북캅카스햄스터 또는 조지아햄스터 (Mesocricetus raddei)